# Allsvenskan 1957-1958
L'edizione 1957-58 del campionato di calcio svedese (Allsvenskan) vide la vittoria finale dell'IFK Göteborg.
Dovendo tirarla in lungo per passare a giocare sull'anno solare, si giocò anche un secondo girone d'andata. Il calendario tradizionale servì comunque per andare in Coppa Campioni. Capocannoniere del torneo furono Bertil Johansson (IFK Göteborg) e Henry Källgren (IFK Norrköping), con 27 reti.

## Classifica finale
|    | Classifica     | G  | V  | N  | P  | GF | GS | Dif | Punti |
| -- | -------------- | -- | -- | -- | -- | -- | -- | --- | ----- |
| 1  | IFK Göteborg   | 33 | 22 | 3  | 8  | 92 | 49 | +43 | 47    |
| 2  | IFK Norrköping | 33 | 20 | 7  | 6  | 74 | 43 | +31 | 47    |
| 3  | Djurgården     | 33 | 16 | 10 | 7  | 69 | 48 | +21 | 42    |
| 4  | Malmö FF       | 33 | 16 | 8  | 9  | 62 | 49 | +13 | 40    |
| 5  | Helsingborg    | 33 | 14 | 8  | 11 | 70 | 56 | +14 | 36    |
| 6  | GAIS           | 33 | 12 | 9  | 12 | 44 | 41 | +3  | 33    |
| 7  | IFK Malmö      | 33 | 11 | 6  | 16 | 39 | 59 | -20 | 28    |
| 8  | Halmstad       | 33 | 11 | 6  | 16 | 47 | 68 | -21 | 28    |
| 9  | AIK            | 33 | 8  | 10 | 15 | 47 | 55 | -8  | 26    |
| 10 | Sandvikens IF  | 33 | 9  | 8  | 16 | 50 | 61 | -11 | 26    |
| 11 | IFK Eskilstuna | 33 | 8  | 8  | 17 | 45 | 77 | -32 | 24    |
| 12 | Motala         | 33 | 6  | 7  | 20 | 35 | 68 | -33 | 19    |

### Verdetti
- IFK Göteborg campione di Svezia 1957-58, andò in Coppa dei Campioni 1959-1960 come era pure andato in Coppa dei Campioni 1958-1959 come vincitore del calendario tradizionale con 31 punti.[1]
- IFK Eskilstuna e Motala AIF retrocesse in Division 2.